# Vlakte van Nineve

De vlakte van Ninawa

De vlakte van Nineve (ook wel Ninive of Ninawa genoemd) (Syrisch: ܦܩܥܬܐ ܕܢܝܢܘܐ, Arabisch: سهل نينوى, Koerdisch: Desta Neynewa) is een regio in de provincie Ninawa van Irak, ten noorden en oosten van de stad Mosoel. Administratief bestaat het gebied uit drie districten: Tel Keppe, Al-Hamdaniya, en Al-Shikhan. De vlakte van Ninawa wordt bewoond door kleine religieuze en etnische minderheden als de Assyriërs, Jezidi's en Shabakken. Het gebied bevat een groot aantal historische en religieuze locaties zoals Kalhu, Balawat, het Mar Mattaiklooster, het Mar Behnamklooster, het Rabban Hormizdklooster, Lalish en ook de oude Assyrische ruïnes van de steden Ninive, Nimrud en Dur-Sharrukin.
De Ninevevlakte heeft grote olievelden. De hoeveelheid ruwe olie in de Ninevevlakte strekt zich uit van Shekhan tot Alqosh en bevat 25 miljard vaten, die een waarde van 10 biljoen dollar hebben.

## Bevolking
De meeste inwoners zijn Syrisch-sprekende Assyriërs en volgen verschillende tradities van het Syrische christendom. De vier vertegenwoordigd patriarchale kerken zijn:
- Chaldeeuws-Katholieke Kerk
- Syrisch-katholieke Kerk
- Syrisch-Orthodoxe Kerk
- Assyrische Kerk van het Oosten

Er zijn door sommige politici in en buiten Irak oproepen gedaan voor het creëren van een autonome regio voor de Assyrische christenen in dit gebied. .
Andere bewoners zijn de Yezidi, Shabakken, Turkmenen en Koerden.
De Assyrische bewoonde steden en dorpen op de Ninevevlakte vormen een concentratie van hen die behoren tot de Syrisch christelijke tradities, en omdat dit gebied het oude huis van het Assyrische rijk is, traceert het Assyrische volk hun culturele erfgoed hiernaar. De Ninevevlakte is een gebied waarvoor een poging is gedaan om een autonome Assyrische eenheid te vormen. Er zijn door sommige politici in en buiten Irak oproepen gedaan voor het creëren van een autonome regio voor de Assyrische christenen in dit gebied. .
VN-rapport - In februari 2010 hebben de aanvallen tegen Assyriërs in Mosul-stad 4300 Assyriërs gedwongen om te vluchten uit Mosul en naar de Ninevevlakte te gaan waar sprake is van een Assyrische meerderheid van de bevolking.
2012 Oktober-heden: De regio ontvangt vele Iraakse-Assyriërs uit Syrië sinds het geweld is geëscaleerd in Syrië tussen pro-overheid en anti-regeringstroepen. Duizenden Assyriërs zullen naar verwachting naar de Ninevevlakte migreren uit Syrië vanwege het conflict.

## Locatie
De Ninevevlakte ligt in het oosten, ten noordoosten van de stad Mosul in de Iraakse Provincie Ninawa. Hoewel de werkelijke oude stad Nineve te vinden is in het oostelijke deel van Mosul, aan de oever van de Tigris, zijn de dorpen die worden bewoond door religieuze minderheidsgroepen die niet-moslim zijn en liggen in het oosten. De meeste van deze inwoners zijn Assyrische christenen. De Ninevevlakte is niet alleen de historische thuisland van het Assyrische volk en een smeltkroes van pre-Arabische en Koerdische pre-islamitische Mesopotamische beschaving, maar het is een provincie waar een meerderheid van de bevolking op dit moment wordt getrokken uit de minderheden, waarvan de helft Assyriërs zijn.

## Oprichting van een Assyrische autonome provincie
In de tijdelijke grondwet van maart 2004 in Bagdad, werden niet alleen voorzieningen getroffen voor het behoud van de Assyrische cultuur door middel van onderwijs en media, maar werd een voorziening voor een administratieve eenheid ook geaccepteerd. Artikel 125 in de Iraakse grondwet stelt dat: "Deze constitutie zal de administratieve, politieke, culturele en educatieve rechten van de verschillende nationaliteiten, zoals Turkmenen, Chaldeeërs, Assyriërs, en alle andere bestanddelen, en deze worden bij de wet geregeld." Omdat de steden en dorpen op de Ninevevlakte een concentratie vormen van degenen die behoren tot de Syrisch christelijke tradities, en omdat dit gebied het oude huis is van het Assyrische rijk waarop deze mensen hun culturele erfgoed van afleiden, is de Ninevevlakte het gebied waarop de inspanningen om een Assyrische autonome eenheid te vormen
Op 21 januari 2014 heeft de Iraakse regering toegestemd met het toewijzen van de Nineve vlakte als nieuwe provincie.

## Aanvallen op christenen
Naar aanleiding van de aanvallen op Assyrische christenen in Irak, in het bijzonder benadrukt door de zondag op 1 augustus 2004 waar gelijktijdige bombardement op zes kerken (Bagdad en Mosul) en de daaropvolgende bombardement van bijna dertig andere kerken in het hele land, zijn Assyrische leiders, zowel intern als extern, begonnen met het beschouwen van de Ninevevlakte als plaats waar veiligheid voor christenen mogelijk zou kunnen zijn. Scholen in het bijzonder hebben veel aandacht gekregen in dit gebied en in de Koerdische gebieden waar geconcentreerde Assyrische bevolking gevestigd zijn. Bovendien, kregen de landbouw en medische klinieken financiële hulp van de Assyrische diaspora.
Terwijl de aanvallen op christenen toenamen in Basra, Bagdad, Ramadi en in kleinere steden, hebben meer gezinnen hun toevlucht gezocht in de Ninevevlakte. Dit toevluchtsoord is onder-gefinancierd en heeft een ernstig gebrek aan infrastructuur om de ontheemde bevolking te helpen. Terwijl de aandacht toe neemt voor dit gebied, ontstaat er een strijd tussen politiek onafhankelijke Assyrische entiteiten (zoals de Assyrische Democratische Beweging) en elementen in de Koerdische regionale regering om de controle over dit gebied. De Koerdische regionale regering onderzoekt de mogelijkheid om de Ninevevlakte onderdeel te maken van Koerdisch gebied. Onafhankelijke Assyrische politici willen een regio creëren die rechtstreeks verantwoording aflegt aan Bagdad in plaats van Arbil.

## Cultuur
De Ninevevlakte heeft onder zijn rijke landbouwgronden grote olievelden, de aardolie is in 2006 door de Koerdische regionale regering gewonnen, die een direct contract met buitenlandse oliemaatschappijen hebben afgesloten. Deze extra stimulans voor oliewinning door de KRG kan in de regio leiden tot een economische conflict met soennitische Arabische stammen in het Mosul gebied en de Assyrische christenen het doelwit van geweld en intimidatie zullen zijn. Zonder een autonoom bestuur in de Ninevevlakte, kan de inheemse Assyrische aanwezigheid in haar oude vaderland ook verdwijnen. De hoeveelheid ruwe olie in de Ninevevlakte strekt zich uit van Shekhan tot Alqosh en bevat 25 miljard vaten, die een waarde van 10 biljoen dollar hebben.

## Belangrijke steden
- Tel Kepe
- Bakhdida
- Bartella
- Alqosh
- Karemlesh
- Ain Sifni
- Tesqopa
- Batnaya
- Baqofah
- Sharafiya